# 諏訪雅
諏訪 雅（すわ まさし、1976年8月26日 - ）は、奈良県出身の日本の俳優。京都を拠点に活動する劇団「ヨーロッパ企画」に所属。明星高等学校、同志社大学工学部卒業。身長172cm。

## 略歴
- 1996年、同志社大学入学とともに同志社小劇場に入団。役者・演出を務めるも、98年退団。大学は7年かけて無事卒業[要出典]。
- 1998年、上田誠・永野宗典を誘ってヨーロッパ企画を旗揚げ。ヨーロッパ企画のほぼすべての作品に出演。役者と制作を務める。また、宣伝美術プロデューサーとして、すべてのチラシや DM、その他印刷物を手がける。
- 2004年、「ショートショートムービーフェスティバル」を企画・運営。
- 2006年、ラジオの企画でヨーロッパ企画メンバー永野・酒井善史と共に「ユーモアトリオ」として、M-1グランプリ予選参戦[要出典]。1回戦突破を果たす[要出典]。
- 2014年4月、NHK Eテレ「ことばドリル」にレギュラー出演。
- 2018年12月、ハイバイの女優・川面千晶と結婚[要出典]。

## 人物
- ヨーロッパ企画内では主に役者、制作、宣伝美術を担当。
- 諏訪雅によると、上田誠の脚本でやってると、よその現場で通用しない、ヨーロッパ企画でやったことは外ではあまり役に立たない[2]。

## ヨーロッパ企画公演
- 第1回公演「ところで、君はUFOを見たか?」（1998年）
- 第2回公演「翼よごらんあれが恋の灯だ」（1999年）
- 第3回公演「戦う」（1999年）
- 第4回公演「翼よごらんあれが恋の灯だ（再演）」（1999年）
- 第5回公演「苦悩のピラミッダー」（2000年）
- 第6回公演「衛星都市へのサウダージ」（2000年）
- 第7回公演「冬のユリゲラー」（2000年）
- 第8回公演「サマータイムマシン・ブルース」（2001年）
- 第9回公演「12人の追い抜けないアキレス」（2001年）
- 第10回公演「冬のユリゲラー2002」（2002年）
- 第11回公演「ロードランナーズ・ハイ」（2002年）
- 第12回公演「囲むフォーメーション」（2003年）
- 第13回公演「サマータイムマシン・ブルース2003」（2003年）
- 第14回公演「空前のクイズアワー」（2003年）
- 第15回公演「ムーミン」（2004年）
- 第16回公演「インテル入ってない」（2004年）
- 第17回公演「平凡なウェーイ」（2005年）
- 第18回公演「サマータイムマシン・ブルース2005」（2005年）
- 第19回公演「囲むフォーメーションZ」（2005年）
- 第20回公演「Windows5000」（2006年）
- 第21回公演「ブルーバーズ・ブリーダーズ」（2006年）
- 第23回公演「冬のユリゲラー」（2007年）
- 第24回公演「衛星都市へのサウダージ」（2007年）
- 第25回公演「火星の倉庫」（2007年）
- 第26回公演「あんなに優しかったゴーレム」（2008年）
- 第27回公演「ボス・イン・ザ・スカイ」（2009年）
- 第28回公演「曲がれ！スプーン」（2009年）
- 第29回公演「サーフィンUSB」（2010年）
- 第30回公演「ロベルトの操縦」（2011年）
- 第31回公演「月とスイートスポット」（2012年）
- 第32回公演「建てましにつぐ建てましポルカ」（2013年）
- 第33回公演「ビルのゲーツ」（2014年）
- 第34回公演「遊星ブンボーグの接近」（2015年）
- 第35回公演「来てけつかるべき新世界」（2016年）
- 第36回公演「出てこようとしてるトロンプルイユ」（2017年）
- 第37回公演「サマータイムマシン・ブルース」（2018年）
- 第38回公演「サマータイムマシン・ワンスモア」（2018年）
- 第39回公演「ギョエー！ 旧校舎の77不思議」（2019年）
- 第40回公演「九十九龍城」（2021年-2022年）
- 第43回公演「来てけつかるべき新世界」（2024年）[3]
- 第44回公演「インターネ島エクスプローラー（仮）」（2025年 - 2026年）[4]

番外公演
吉本興業小籔千豊とヨーロッパ企画とのコラボレーション「ジェントルメン・クラブ」による「ゴルフ」（2005）
プロデュース公演昭和島ウォーカー（2008）

## 出演

### 舞台
- シャトナー研「短編SF作品集」（2002年6月）
- 代田’Nプラネッツ「恋するクランケにキスと花束を!」（2006年5月） - 野宮 役
- Takayuki Suzui Project OOPARTS Vol.1『CUT』（2010年）
- Takayuki Suzui Project OOPARTS Vol.2『SHIP IN A BOTTLE』（2014年）
- 少しはみ出て殴られた（2012年、MONO）
- 前田建設ファンタジー営業部（2013年、D×L　ニッポン放送）
- スピリチュアルな1日（2011年/2012年、アミューズ）
- TOKYOHEAD～トウキョウヘッド～（2015年、ディー・バイ・エル・クリエイション）
- 続・時をかける少女（2018年、ニッポン放送　ぴあ　イープラス）
- ナナマルサンバツ THE QUIZ STAGE（2018年）
- チコちゃんに叱られる！on STAGE〜そのとき歴史はチコっと動いた！〜 （2022年3月） - 脚本、演出

### 映画
- 交渉人 真下正義（2005年、監督：本広克行） - 地下鉄職員 役
- サマータイムマシン・ブルース（2005年、監督：本広克行） - 2030年のSF研メンバー 役
- フライング・ラビッツ（2008年、監督：瀬々敬久）
- 陰日向に咲く（2008年、監督：平川雄一朗）
- 曲がれ！スプーン（2009年、監督：本広克行)
- FLY！～平凡なキセキ～（2012年、監督：近藤真広）
- 鍵泥棒のメソッド（2012年、監督：内田けんじ）
- 黄金を抱いて翔べ（2012年、監督：井筒和之）
- HERO（2015年、監督：鈴木雅之）
- 恋とオンチの方程式（2016年2月20日公開、監督：香西志帆） - 早乙女学 役[5]
- フォルトゥナの瞳（2019年、監督：三木孝浩）
- 一度も撃ってません（2020年、監督：阪本順治） - 虫 役
- リバー、流れないでよ（2023年、監督：山口淳太） - ノミヤ 役[6]
- 裏社員。-スパイやらせてもろてます‐（2025年、監督：瑠東東一郎）[7]

### テレビドラマ
- のだめカンタービレ 第1話（2006年、フジテレビ） - 早川有紀夫 役
- 素晴らしい世界 スバセカ劇場『たなからボタもち』（2007年、北海道テレビ放送） - 河井 役
- 藤子・F・不二雄のパラレル・スペース『値ぶみカメラ』（2008年、WOWOW）
- 世にも奇妙な物語 '08秋の特別編『どつきどつかれて生きるのさ』（2008年、フジテレビ） - 川崎 役
- 救命病棟24時（2009年、フジテレビ）
- サイコダイヴ（2011年、フジテレビ）
- 呪報2405 ワタシが死ぬ理由 第6話（2012年、関西テレビ） - 山本晃 役
- 連続テレビ小説（NHK）
  - てっぱん（2012年）
  - 純と愛（2013年）
- 堀江ブギーデイズ（2012年、関西テレビ）
- ヨメ代行はじめました。（2013年、関西テレビ） - オーナー 役
- 鴨、京都へ行く。-老舗旅館の女将日記-（2013年、フジテレビ）
- ぶっせん（2013年、TBS） - 北川英敏 役
- NHK Eテレ「ことばドリル」レギュラー[注 1]
- 宮本武蔵（2014年3月、テレビ朝日）
- 雨天中止ナイン（2014年5月12日 - 6月2日、テレビ東京） - スワ 役[8]
- 松本清張〜坂道の家（2014年12月6日、テレビ朝日）
- 豆腐プロレス 第14話（2017年4月23日、テレビ朝日） - 島本 役
- 捜査会議はリビングで!（2018年、NHK BSプレミアム）
- チャンネルはそのまま!（2019年、北海道テレビ放送） ‐ 春日部ディレクター 役
- 第1話（2019年4月21日 - 7月7日、朝日放送） - 諏訪雅 役[9]
  - ＃12　刑事ドラマ「刑事たち」（7月7日） - スポコン刑事 役
- 科捜研の女 Season19 第25話（2019年12月19日、テレビ朝日） - 占部文彦 役
- ルパンの娘 第4話（2019年8月1日、フジテレビ）- 蛭沼隆 役
- LINEの答えあわせ〜男と女の勘違い〜（2020年、読売テレビ・TSUTAYAプレミアム） - マル 役
- 浦安鉄筋家族 第2話・第11話（2020年4月17日・9月18日、テレビ東京）- フグオの父 役
- 遺留捜査スペシャル（2020年8月9日、テレビ朝日） - 脇坂正也 役
- おカネの切れ目が恋のはじまり 第2話（2020年9月22日、TBS）
- シリーズ・江戸川乱歩短編集IV 新!少年探偵団（2021年3月、NHK BSプレミアム）
- 警視庁ゼロ係〜生活安全課なんでも相談室〜 第5シリーズ 第4話（2021年5月21日、テレビ東京） ‐ 尾田伸二 役
- ハコヅメ～たたかう!交番女子～ 第7話（2021年9月1日、日本テレビ） - 変質者 役
- 日本沈没-希望のひと-（2021年10月10日 - 12月12日、TBS） - 正岡春樹 役
- 魔法のリノベ（2022年7月18日 - 9月19日、フジテレビ） - おでん屋 役
- かりあげクン 第2話・第4話・最終話（2023年1月14日・28日・3月25日、BS松竹東急）[10] - 岩原祐三郎 役
- それってパクリじゃないですか?（2023年4月12日 - 6月14日、日本テレビ） - 土居宏興 役[11]
- 晩餐ブルース（2025年1月23日 - 3月27日、テレビ東京） - 部長 役
- 僕達はまだその星の校則を知らない（2025年7月14日 - 、関西テレビ・フジテレビ） - 小島敏夫 役[12]

### 配信ドラマ
- AKB48総選挙スキャンダル アキバ文書（2016年、Amazon Prime Video）
- 炎の転校生REBORN（2017年、Netflix）
- つばめ刑事（2019年、ひかりTV・dTV） - 脚本・監督
- BE LOVE（2020年、dtV） - 脚本・監督
- ランウェイがはじまる（2020年8月8日 - 12日、ABEMA） - 脚本・監督 役[13]
- ヤコ、ショウがクセになる。（2022年2月11日 - 3月25日、Paravi） - 脚本
- 潜入前兄妹　プリクエル～PREQUEL～（2024年12月7日・14日、Hulu） - 米代純二 役[14]

### MV
- JUJU 「桜雨」（2012年11月7日）

### CM
- 三井住友海上 「GK大きな安心篇」（2009年） - キーパー 役
- オロナミンC（2010年）
- 日本コカコーラ ジョージア エメラルドマウンテンブレンド（2012年）
- 株式会社アンドパッド ANDPAD（2020年）

### ラジオCM
- イシダのハカリ（2008年）

### アニメ
- 四畳半神話大系 第5話（2010年） - 会長 役
- ジドウスポーツ（2010年） - ジュード 役

### Youtube
- チョコレートプラネット『ハルに君、ユビサック』Music Video（2023） - 演出

### その他
- 2006年 イベント「ボロフェスタ06」
- ゲーム「ツッコマニア」